# 摩味
摩味（まみ、12月8日 - ）は、日本の女性声優、紙芝居師。大阪府生まれ、東京都出身。青二プロダクション、渋谷画劇団所属。紙芝居師ではOHANA（おはな）名義。本名および旧芸名は松井 摩味（まつい まみ）。

## 略歴
青二塾東京校4期生。

## 人物
音域はE - G。
資格・免許は普通自動車免許。趣味は紙芝居制作、筋力トレーニング、社交ダンス。特技は紙芝居口演。
OHANA名義で紙芝居師としても活動している。紙芝居師となったきっかけは、小学校の本の読み聞かせのボランティアへ参加し、子供たちに語る喜びを感じたことである。
娘がおり、親子で紙芝居師として活動したことがある。

## 代役・後任
一時期、渡米に合わせて声優業を休業していた際に代役を務めたり、持ち役を引き継いだりした人物は以下の通り。これらの引き継がれた役に関しては、活動再開後も一部を除いて復帰しておらず、降板となっている。
| 代役・後任 | 役名                 | 概要作品                 | 後任の初担当作品                                |
| ---------- | -------------------- | ------------------------ | ----------------------------------------------- |
| 永澤菜教   | ブー太郎（富田太郎） | 『ちびまる子ちゃん』     | 第2期第440話Aパート                             |
| 朴璐美     | ニコル・アマルフィ   | 『機動戦士ガンダムSEED』 | 『機動戦士ガンダムSEED スペシャルエディション』 |
| 東サオリ   | 黒木庄左ヱ門         | 『忍たま乱太郎』         | 第12期                                          |
| 若菜よう子 | みか                 | 『忍たま乱太郎』         | 第12期                                          |
| 瀬那歩美   | みか                 | 『忍たま乱太郎』         | 第15期                                          |
| むたあきこ | 銭丸                 | 『忍たま乱太郎』         | 第19期                                          |

## 出演
太字はメインキャラクター。

### テレビアニメ
1985年
- ゲゲゲの鬼太郎（第3作）（1985年 - 1988年、婦人A、濡れ女、少年D、子供A、子供、ヒデミ、ノンキ、丁椎、幸一）

1986年
- メイプルタウン物語（コン、サラ）

1987年
- 新メイプルタウン物語 パームタウン編（コン、子供）
- トランスフォーマー ザ☆ヘッドマスターズ（マック）
- ハイスクール!奇面組（本場出須子）

1988年
- キテレツ大百科（1988年 - 1994年、正平、みのり、元子、小山田夫人、しげ、ぬい 他）
- ビックリマン（電Q助、おしゃぶり小助、パラボンチョ、鈍っくん）
- ホワッツマイケル（ニャジラ）

1989年
- 新ビックリマン（ミッケ太坊）
- 魔法使いサリー（1989年版）（1989年 - 1991年、チン平、妖精ハト、黄髪の天使）
- レスラー軍団〈銀河編〉 聖戦士ロビンJr.（雪幻妃・禍紅邪）

1990年
- ジャングルブック・少年モーグリ（ナッグ）
- ちびまる子ちゃん（1990年 - 2025年、ブー太郎〈初代〉、詩子さん、浜さん、とくちゃんのお母さん、川田幸子〈初代〉、アキちゃん、中野さんの奥さん、はまじのお母さん〈2代目〉 他） - 2シリーズ
- もーれつア太郎（女店員、女、おばさん）

1991年
- ウルトラマンキッズ 母をたずねて3000万光年（カネッピ）
- 緊急発進セイバーキッズ（1991年 - 1992年、天神林ゴウ）
- 絶対無敵ライジンオー（1991年 - 1992年、高森ひろし、石塚織絵、ときえの母）
- トラップ一家物語（ヴェルナーの友人）

1992年
- おやゆび姫物語（ケロ太）
- 風の中の少女 金髪のジェニー（ジャック）
- クレヨンしんちゃん（1992年 - 2017年、生徒、お客さん、ウルフ、カスカベレディースのおばさんA、伊佐山ひろみ、電脳寺義我男 他）
- スペースオズの冒険（モジー）
- 大草原の小さな天使 ブッシュベイビー（ハワ）
- 超電動ロボ 鉄人28号FX（ハシム）
- まぼろしまぼちゃん（幻久子〈まぼ太・むむ子の母〉）

1993年
- 剣勇伝説YAIBA（女性リポーター、キャスター、シオジ）
- 楽しいウイロータウン（ラットン）
- ツヨシしっかりしなさい（1993年 - 1994年、トオル、おばさんA、担任）
- バトルファイターズ 餓狼伝説2（子供D）
- 忍たま乱太郎（1993年 - 2003年、庄左ヱ門〈初代〉、みか〈初代〉、しおり〈初代〉、銭丸〈初代〉、甘夏藤九郎の彼女 他）

1994年
- 機動武闘伝Gガンダム（マルコ、少年時代のチボデー）
- キャプテン翼J（立花政夫）
- ドラえもん（テレビ朝日版第1期）（1994年 - 2003年、おぼっちゃん、たもつ）
- 七つの海のティコ（トーマス）
- 美少女戦士セーラームーン シリーズ（1994年 - 1995年、う・パソコン、ポン子、ケロケロ娘） - 2シリーズ

1995年
- アニメ世界の童話（ジェロシー、おばさん）
- ママレード・ボーイ（エディ）
- ロミオの青い空（マルチェロ）

1996年
- ゲゲゲの鬼太郎（第4作）（1996年 - 1998年、鈴木翔太、雪女、ミー）
- ドラゴンボールGT（1996年 - 1997年、フトバの妻、老婆）

1998年
- 花さか天使テンテンくん（1998年 - 1999年、桜ヒデユキ）
- ブレンパワード（子供B）
- ヨシモトムチッ子物語（ベニシジミノザワ）

2001年
- 週刊ストーリーランド（主婦B）
- PROJECT ARMS（オスカー・ブレンテン）

2002年
- あたしンち（2002年 - 2009年、山崎、おばさん1、主婦2、山本の母）
- 機動戦士ガンダムSEED（ニコル・アマルフィ）
- 天使な小生意気（ワルガキA）

2003年
- クラッシュギアNitro（インディ）

2005年
- 機動戦士ガンダムSEED DESTINY（ニコル・アマルフィ）
- ぼくの防空壕（秋子）
- MONSTER（シュメル）
- 冒険王ビィト（ジェシカの長男）

2007年
- ゲゲゲの鬼太郎（第5作）（黒田）
- ふたつの胡桃（斎藤とし子）
- ONE PIECE（ホイケル）

2010年
- ドラえもん（テレビ朝日版第2期）（のび太似のサル）

2016年
- 名探偵コナン（山路萩江）

### 劇場アニメ
1980年代
- ゲゲゲの鬼太郎（1985年、キジムナー）
- キン肉マン 正義超人vs戦士超人（1986年、ギャルB）
- ゲゲゲの鬼太郎 最強妖怪軍団!日本上陸!!（1986年、主婦C）
- はだしのゲン2（1986年）
- ビックリマン 第一次聖魔大戦（1988年、気象の助）
- ビックリマン 無縁ゾーンの秘宝（1988年、てるてる雲助）

1990年代
- 魔法使いサリー（1990年、チン平）
- うしろの正面だあれ（1991年）
- ちびまる子ちゃん わたしの好きな歌（1992年、ブー太郎）
- Dr.スランプ アラレちゃん んちゃ!ペンギン村はハレのち晴れ（1993年、木緑あかね）
- Dr.スランプ アラレちゃん んちゃ!ペンギン村より愛をこめて（1993年、木緑あかね）
- ウメ星デンカ 宇宙の果てからパンパロパン!（1994年、太郎）
- Jリーグを100倍楽しく見る方法!!（1994年、少年、子供、サトコ）
- Dr.スランプ アラレちゃん んちゃ!!わくわくハートの夏休み（1994年、ターボ）
- ママレード・ボーイ（1995年、ガストマンG）
- 映画 忍たま乱太郎（1996年、庄左ェ門）

2000年代
- エト-eto-（2009年、サンペー）

### OVA
- 銀河英雄伝説（1991年、ケンプの長男）
- うしおととら（1992年、中村麻沙子）
- 絶対無敵ライジンオー 初恋大作戦!（1992年、高森ひろし）
- 絶対無敵ライジンオー 陽昇城からくり夢日記（1992年、高森ひろし）
- 絶対無敵ライジンオー みんなが地球防衛組（1993年、高森ひろし）
- ファイナルファンタジー（1994年、飛龍）
- 鬼切丸（1995年、保母）
- それいけ!アンパンマン おたんじょうびシリーズ 11月生まれ（1995年、もちつきまん白）

### ゲーム
1994年
- ドラゴンナイト4（ライナス）

1995年
- ちびまる子ちゃん まる子絵日記ワールド（ブー太郎〈富田太郎〉） - PlayStation版

1996年
- だい好キッス
- ちびまる子ちゃん まる子デラックスクイズ（ブー太郎） - ネオジオ版
- BS風来のシレン スララを救え!（コッパ）

1997年
- ゲゲゲの鬼太郎（肉人形）

1999年
- トイファイター（ピート）

2001年
- サンライズ英雄譚2（高森ひろし、石塚織絵）
- Lunatic Dawn TEMPEST（フェステ）

2003年
- 機動戦士ガンダムSEED（ニコル・アマルフィ）

2004年
- SDガンダム GGENERATION（2004年 - 2006年、ニコル・アマルフィ） - 2作品

### ドラマCD
- 機動戦士ガンダムSEED SUIT CD Vol.4 Miguel Ayman×Nicol Amarfi
- 絶対無敵ライジンオーシリーズ（高森ひろし、石塚織絵〈ポテト〉）
  - 絶対無敵ライジンオー 歌う地球防衛組!
  - 絶対無敵ライジンオーIV 地球防衛組全員出動!
  - 絶対無敵ライジンオーV ドラマCDスペシャル 絶対無敵の玉手箱（トウトウココマデヤッチマッタ）
  - 絶対無敵ライジンオー ドラ1
- 魔神英雄伝ワタル3 CDシネマ4 戦場大波乱篇（男の子）

### 吹き替え
- クルタ 夢大陸の子犬
- ゴールデン・ガイ
- 七小福 夢に生きた子供達
- ジム・ヘンソンのストーリーテラー（子どもたち）
- スクール・ウォーズ もうイジメは懲りごり!（ストーキー、ジェリー〈少年〉）

### 特撮
- ウルトラシリーズ
  - ウルトラマンコスモス（ソルの声）
  - ウルトラマンメビウス（メビナビナレーション）

### CM
- 小学館 「少年サンデーCM劇場」金色のガッシュ!!編（ガッシュ・ベル）
- 教えて!トライさん（2023年 - 、ペーター〈2代目〉[15]）

### その他コンテンツ
- 竹山先生。→竹山先生?（ナレーション）
- ひらがなあ〜ん!（ぽよよん、わっぺんぎん）
- えいごでペララ♪（ポーキー）